# 杰村乡
杰村乡，是中华人民共和国江西省赣州市兴国县下辖的一个乡镇级行政单位。

## 行政区划
杰村乡下辖以下地区：
杰村、曾田村、里丰村、横江村、白石村、韶溪村、含田村、古境村和和平村。